# Šárka Kašpárková
Šárka Kašpárková (* 20. května 1971 Karviná) je česká sportovkyně, basketbalistka, bývalá atletka, skokanka do výšky a trojskokanka. Tato atletka, jejímž životním partnerem je její trenér Michal Pogány, je bronzovou medailistkou z olympijských her 1996 v Atlantě a mistryně světa z roku 1997. Atletickou kariéru ukončila v roce 2006, o tři roky později se ale k vrcholovému sportu vrátila. V lednu 2009 totiž oznámila, že vypomůže při sérii zranění basketbalovému Valosunu Brno.

## Skok do výšky
Na základní škole začínala nejprve s basketbalem, ale brzy přešla k atletice. Po odchodu na sportovní gymnázium v Brně se soustředila především na skok do výšky. Na mistrovství světa juniorů v roce 1988, které se konalo v Kanadě v Sudbury, skončila na šestém místě. O rok později již získala bronzovou medaili na atletickém juniorském mistrovství Evropy v jugoslávském Varaždínu. Následoval prudký pokles formy, který se zastavil až se začátkem spolupráce s trenérem Odehnalem. Díky němu se dokázala v roce 1992 kvalifikovat na olympijské hry do Barcelony. Zde ovšem zaostala o 4 cm za svým tehdejším osobním maximem, které bylo zároveň kvalifikačním limitem pro postup do finále. O rok později ještě vyrovnala výkonem 1,95 m český rekord, ale to již byla i mistryní republiky v tehdy nové ženské atletické disciplíně trojskoku.
| Rok  | Výkon (m) | Rok  | Výkon (m) | Rok  | Výkon (m) |
| ---- | --------- | ---- | --------- | ---- | --------- |
| 1985 | 1,68      | 1988 | 1,89      | 1991 | 1,78      |
| 1986 | 1,79      | 1989 | 1,91      | 1992 | 1,92      |
| 1987 | 1,80      | 1990 | 1,81      | 1993 | 1,95      |

## Trojskok
V roce 2006 oznámila konec kariéry, přesto nastoupila na atletický ovál, aby pomohla v soutěži družstev pražskému klubu USK. Na Evropském poháru v atletice překonala nominační limit Českého atletického svazu a zajistila si účast na mistrovství Evropy v Göteborgu. Její účast při absenci plné tréninkové přípravy však byla již spíše symbolická. Ve sportovním prostředí se nicméně chce pohybovat i nadále. Se svým partnerem a trenérem má dceru Terezku (nar. 2001).
Drží české rekordy v trojskoku na dráze i v hale. V roce 1997 zvítězila na Mistrovství světa v lehké atletice v Aténách výkonem 15.20 metrů, což je národní rekord (a 9. místo v historických světových tabulkách ). O dva roky později v japonském Maebaši skočila v hale 14.87 metrů, čímž drží také český halový rekord.

## Úspěchy
- 1989: MEJ, Varaždín - 3. místo (výška)
- 1993: Světová Univerziáda, Buffalo (USA) - 2. místo
- 1995: Světová Univerziáda, Fukuoka (Japonsko) - 1. místo
- 1996: HME, Stockholm (Švédsko) - 2. místo
- 1996: OH, Atlanta - 3. místo
- 1997: HMS, Paříž (Francie) - 3. místo
- 1997: MS, Athény (Řecko) - 1. místo
- 1998: HME, Valencie (Španělsko) - 2. místo
- 1998: ME, Budapešť (Maďarsko) - 2. místo
- 1999: HMS, Maebaši - 3. místo
- 1999: MS, Sevilla (Španělsko) - 6. místo
- 2000: OH, Sydney (Austrálie) - 12. místo
- 2003: MS, Paříž - kvalifikace
- 2004: HMS, Budapešť - kvalifikace
- 2005: HME, Madrid - 4. místo
- 2005: MS, Helsinky (Finsko) - kvalifikace
- 2006: ME, Göteborg (Švédsko) - kvalifikace

## Politická angažovanost
V komunálních volbách v roce 2010 kandidovala z pozice nestraníka za NEZ/DEM do Zastupitelstva města Brna, a to jako lídryně kandidátky subjektu "SUVERENITA-blok J. BOBOŠÍKOVÉ a NEZÁV. DEM. STOP korupci,STOP předraž. zak.,STOP zdraž. vody a MHD,více peněz do sportu". Zvolena však nebyla.
Na webových stránkách hnutí ANO 2011 je uvedena jako jeho podporovatelka v sekci "Podporují nás". Když se jí na tuto skutečnost novináři v červnu 2019 ptali, tak odpověděla, že se stala spíše kritikem hnutí, ačkoliv si nemyslí, že úplně všechno dělá hnutí špatně. Dále dodala, že se jí nelíbí, jak se Babiš staví k podezřením, kterým čelí.